# David Dawson (acteur)
Pour les articles homonymes, voir Dawson.
David Dawson est un acteur anglais né le 7 septembre 1982 à Widnes dans le Cheshire.

## Biographie
Né à Widnes en 1982, David Dawson a fréquenté la Fairfield High School et le Warrington Collegiate. Après une adolescence passée à jouer dans diverses pièces de théâtre, il est accepté à la Royal Academy of Dramatic Art en 2002.
Sa première apparition à l'écran remonte à 2005 avec son rôle de Wallace dans la série Doc Martin. Durant une dizaine d'années, David Dawson fera plusieurs apparitions à travers des films, des séries tels que Peaky Blinders, Luther ou encore London Boulevard. Mais c'est en 2015 qu'il est révélé au grand public grâce à la série The Last Kingdom diffusée sur Netflix. Pendant trois saisons, il incarne le célèbre roi Alfred du Wessex.
Plus récemment, il s'est fait remarquer dans le film My Policeman aux côtés de Harry Styles.

## Théâtre
- 2007 : Richard II, Théâtre Old Vic, Londres
- 2008 : The Long And The Short And The Tall, Crucible Theatre, Sheffield
- 2008 : Nicholas Nickleby, tournée en Angleterre
- 2009 : The Entertainer, Théâtre Old Vic, Londres
- 2009 : Roméo et Juliette, Royal Shakespeare Company, Londres
- 2009 : Comedians, Lyric Theatre, Hammersmith
- 2010 : Posh, Royal Court Theatre, Londres
- 2011 : Cabale et Amour, Donmar Warehouse, Londres
- 2013 : The Vortex, Rose Theatre, Kingston, Londres
- 2013 : The People of the Town, Gielgud Theatre, Londres
- 2014 : The Duchess of Malfi, Shakespeare's Globe, Londres
- 2015 : The Dazzle, Found 111, Londres

## Filmographie

### Longs métrages
- 2009 : London Boulevard de William Monahan : Big Issue Seller
- 2022 : My Policeman : Patrick Hazlewood

### Télévision

#### Téléfilms
- 2007 : Damage d'Aisling Walsh : Tom Byrne
- 2009 : Gracie! : Harry Parr Davies
- 2010 : The Road to Coronation Street de Charles Sturridge : Tony Warren
- 2012 : The Mystery of Edwin Drood : Bazzard

#### Séries télévisées
- 2005 : Doc Martin : Wallace
- 2007 : The Thick of It : Affers
- 2009 : Journal intime d'une call girl : Byron
- 2011 :  Luther : Toby Kent
- 2012 :  Henry IV, Part I and Part II de Richard Eyre : Poins
- 2012 -  2015 : Ripper Street : Fred Best
- 2013 : Parade's End : Aranjuez
- 2013 : Dancing on the Edge de Stephen Poliakoff : D.I. Horton
- 2013 : The Borgias : l'ambassadeur Français
- 2013 : Peaky Blinders : Roberts
- 2014 : The Smoke : Dom
- 2015 : Banished : David Collins
- 2015 - 2018 : The Last Kingdom : Alfred le Grand
- 2016 : Maigret : Marcel Moncin
- 2016 : The Secret Agent : Vladimir
- 2019 : Year of the Rabbit : Joseph Merrick
- 2022 : The Heroic Quest of the Valiant Prince Ivandoe : Prince Svan
- 2023 : The Burning Girls : Aaron Marsh
- 2024 : This Town : Robbie Carmen

#### Films
- 2009 : London Boulevard
- 2016 : The Complete Walk: Love's Labour's Lost : Berowne
- 2022 : All the Old Knives : Owen Lassiter
- 2022 : My Policeman : Patrick Hazlewood

## Distinctions

### Nomination
- Whatsonstage Awards 2009 : meilleur acteur dans un second rôle pour Comedians